# الن کینگ
اَلن کینگ (انگلیسی: Allan King؛ ‏ ۶ فوریهٔ ۱۹۳۰ – ۱۵ ژوئن ۲۰۰۹) تهیه‌کننده تلویزیونی و کارگردان اهل کانادا بود.
از فیلم‌ها یا مجموعه‌های تلویزیونی که وی در آن‌ها نقش داشته است می‌توان به قصه‌های جزیره اشاره نمود.